# 43
43 (XLIII) var ett normalår som började en tisdag i den julianska kalendern.

## Händelser

### Okänt datum
- Den romerska erövringen av Britannien inleds genom att Aulus Plautius lanstiger med fyra legioner och besegrar britterna, ledda av Caratacus och Togodumnus, i slag på floderna Medway och Themsen. Han gör halt vid Themsen och skickar efter Claudius, som leder marschen mot Camulodunum. Under tiden underkuvar Vespasianus sydvästra delen av nuvarande England. Romarna grundar städerna London (under namnet Londinium) och Peterborough samt börjar bygga den väg, som sedermera blir känd som Ermine Street.
- Claudius annekterar Lykien i Mindre Asien, varvid han kombinerar det med Pamphylia som en romersk provins. Därmed har romarna full kontroll över hela Medelhavet.
- Den romerske geografen Pomponius Mela skriver De situ orbis libri (troligen detta år).
- Inom den koptisk-ortodoxa kyrkan, blir evangelisten Markus den förste ortodoxa patriarken av Alexandria.
- Ett krig utbryter mellan de norra och de södra hunnerna.
- De krigiska Trungsystrarna begår självmord efter att de har blivit besegrade vid Nam Viet i Vietnam.
- Vietnam blir en kinesisk provins.

## Avlidna
- Togodumnus, kunge över catuvellaunerna
- Julia, dotter till Drusus d.y., sondotter till Tiberius, brorsdotter till Claudius (avrättad (eller kanske tvingad att begå självmord) på Messalinas order)